# 261 (szám)
A 261 (kétszázhatvanegy) a 260 és 262 között található természetes szám.

## A matematikában
- Harshad-szám

Kilencszögszám. Tizenkilencszögszám.